# Спицнадель, Владимир Борисович
Владимир Борисович Спицнадель (род. 24 сентября 1951) — российский политик, член Совета Федерации (2004-2010), генерал-лейтенант внутренней службы.

## Биография
В 1974 г. окончил Уфимскую спецшколу подготовки начальствующего состава МВД СССР и высшее политическое училище МВД СССР в 1980 г. Кандидат юридических наук.
32-летний сын Владимира Спицнаделя Борис погиб в декабре 2012 года в Приозерском районе Ленинградской области, машина с ним ушла под лед.

### Политическая карьера
Член Совета Федерации ФС РФ от губернатора ЯНАО, бывший начальник ГУИН СПБ (1999—2003 гг.)
Де-факто до апреля 2002 года руководил ГУИН Санкт-Петербурга.
Член Комитета Совета Федерации по конституционному законодательству Заместитель председателя Комиссии Совета Федерации по взаимодействию со Счетной палатой Российской Федерации.
Член Комиссии Совета Федерации по методологии реализации конституционных полномочий Совета Федерации.